# Carlos Carmelo de Vasconcelos Motta
Carlos Carmelo de Vasconcelos Motta (Bom Jesus do Amparo, 16 luglio 1890 – Aparecida, 18 settembre 1982) è stato un cardinale e arcivescovo cattolico brasiliano.

## Biografia
Nacque a Bom Jesus do Amparo il 16 luglio 1890.
Dal 1932 al 1935 fu vescovo ausiliare di Diamantina.
Nel 1935 fu nominato arcivescovo di São Luís do Maranhão e nel 1944 arcivescovo di San Paolo.
Papa Pio XII lo elevò al rango di cardinale nel concistoro del 18 febbraio 1946.
Dal 1964 al 1982 fu arcivescovo di Aparecida.
Morì il 18 settembre 1982 all'età di 92 anni.

## Genealogia episcopale e successione apostolica
La genealogia episcopale è:
- Cardinale Scipione Rebiba
- Cardinale Giulio Antonio Santori
- Cardinale Girolamo Bernerio, O.P.
- Arcivescovo Galeazzo Sanvitale
- Cardinale Ludovico Ludovisi
- Cardinale Luigi Caetani
- Cardinale Ulderico Carpegna
- Cardinale Paluzzo Paluzzi Altieri degli Albertoni
- Papa Benedetto XIII
- Papa Benedetto XIV
- Papa Clemente XIII
- Cardinale Bernardino Giraud
- Cardinale Alessandro Mattei
- Cardinale Pietro Francesco Galleffi
- Cardinale Giacomo Filippo Fransoni
- Cardinale Carlo Sacconi
- Cardinale Edward Henry Howard
- Cardinale Mariano Rampolla del Tindaro
- Cardinale Joaquim Arcoverde de Albuquerque Cavalcanti
- Arcivescovo Antônio dos Santos Cabral
- Cardinale Carlos Carmelo de Vasconcelos Motta

La successione apostolica è:
- Vescovo Luís Gonzaga Peluso (1946)
- Vescovo Francisco Prada Carrera, C.M.F. (1946)
- Vescovo João Batista Costa, S.D.B. (1946)
- Arcivescovo Antônio Maria Alves de Siqueira (1947)
- Vescovo Manuel Pedro da Cunha Cintra (1948)
- Vescovo Paulo Rolim Loureiro (1948)
- Vescovo Alfonso Maria Ungarelli, M.S.C. (1949)
- Arcivescovo João Resende Costa, S.D.B. (1953)
- Arcivescovo Romeu Alberti (1964)